# 차오저우어
차오저우어(중국어 정체자: 潮州話, 간체자: 潮州话, 차오저우어 병음: Dio5-ziu1-uê7, 백화자: Tiê-chiu-uē, 병음: Cháozhōu huà, 영어: Teochew) 또는 조주어는 중국어 방언의 하나로, 특히 민난어의 한 갈래이다. 중국 광둥성 동부, 태국, 인도네시아, 말레이시아, 싱가포르 등에서 많이 쓰인다. 조주어, 하문어, 해남어는 같은 민남어에 속하지만, 발음에는 상당한 차이가 있다. 하지만 어휘나 문법은 비슷해서 어느 정도의 의사소통은 가능하다. 또한 조주어는 어휘나 발음에는 고대 중국어의 특징이 많이 남아 있다.

## 분류
차오저우어는 민난어의 일종으로, 다양한 방언으로 이루어져 있다. "차오저우어"는 좁은 의미로는 차오저우시 중심에서 사용되는 특정 방언만을 가리키지만 넓은 의미로는 산터우시, 제양시 등 주변 지역의 민난어계 방언까지 포함하는 큰 분류이다. 이 큰 분류는 "차오저우"(潮州)와 "산터우"(汕頭)에서 한 글자씩 따와 "차오산어"(潮汕話)라고 따로 부르기도 한다.
- 차오산어(潮汕語)
  - 차오저우어(潮州語)
  - 산터우어(汕頭語)
  - 등

## 같이 보기
- 중국어
- 민남어